# Katekes

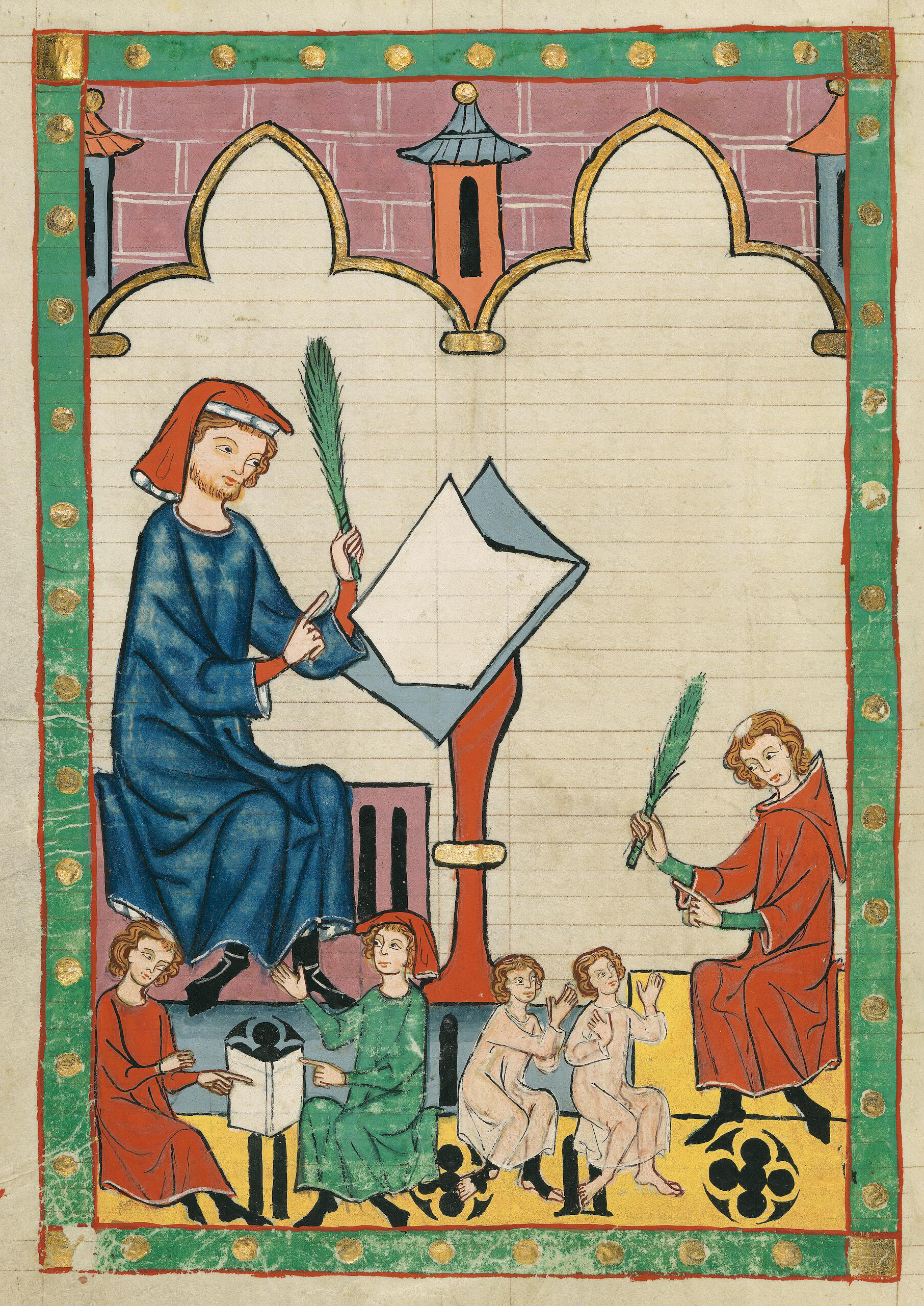
Codex Manesse, fol. 292v, Der Schulmeister von Eßlingen.

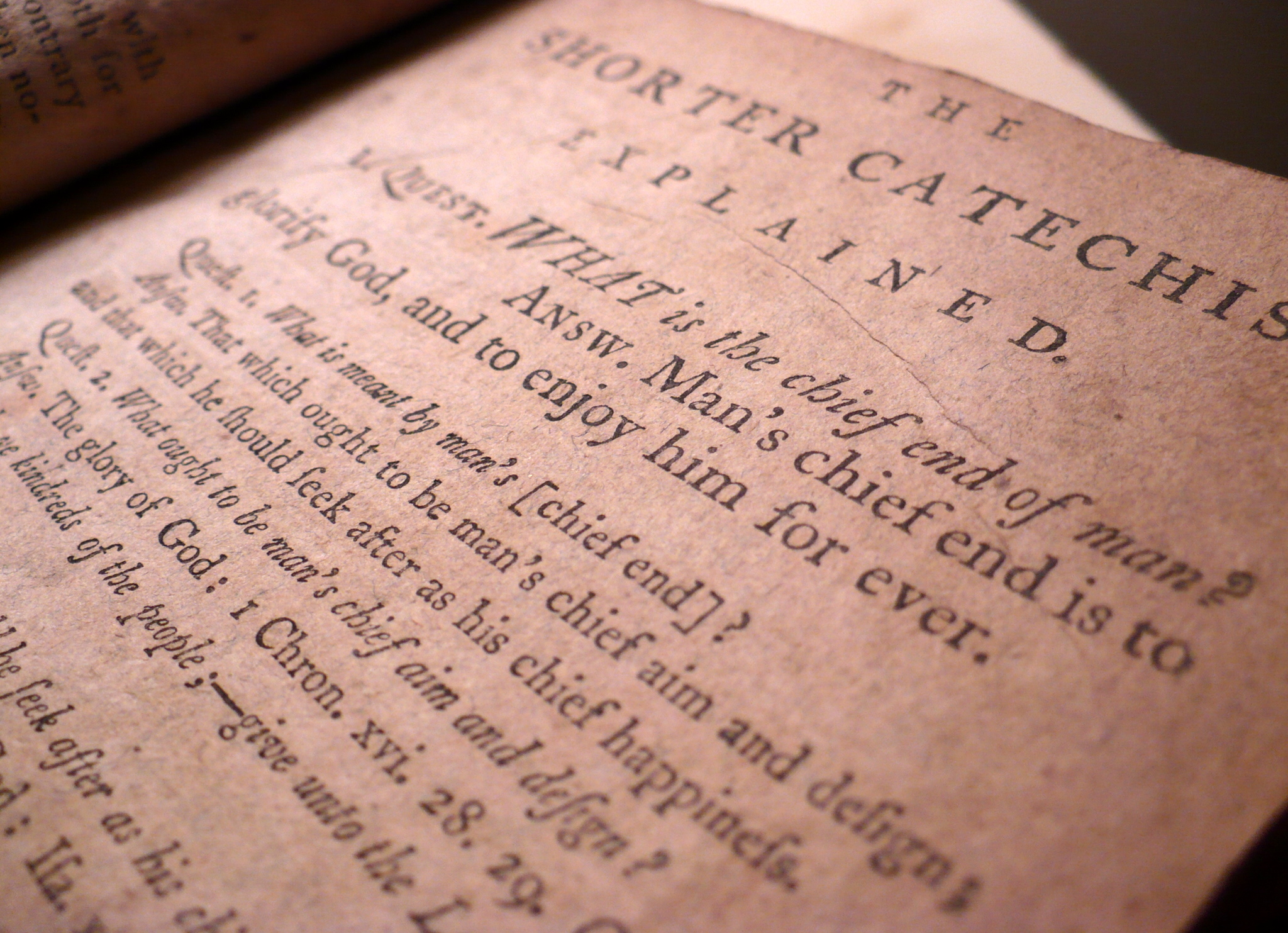
Första sidan i den nionde upplagan av Den lilla katekesen förklarad (Perth, 1785).

En katekes (av klassisk grekiska: κατήχησις "undervisning") är en summering av doktriner, traditionellt en lärobok för undervisning i kristen tro. Den blev vanlig framför allt efter reformationen.
Den första fullt bevarade katekesen man känner till idag skrevs av Thomas av Aquino på 1200-talet. Denna var invecklad och användes nästan bara internt i katolska kyrkan av till exempel munkar och präster.
I och med reformationen, när man ville göra kristendomen mer tillgänglig, författade Martin Luther en "stor" och en "liten" katekes, vars enkla form av frågor och svar blev stilbildande inom lutherdom och protestantism. Den lilla katekesen var så grundläggande att den skulle läras utantill. 1563 utgav den Reformerta kyrkan sin så kallade Heidelberg-katekes. Den romersk-katolska kyrkan följde efter med Catechismus Romanus 1566 och Petrus Canisius stora och lilla katekes.
I nutiden har kateketisk litteratur ofta en mera resonerande framställning. En "världskatekes" för hela den katolska kyrkan publicerades 1995.